# 1308 w polityce

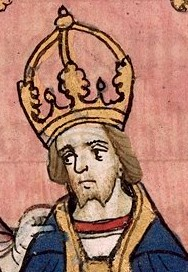
Henryk VII Luksemburski

Wydarzenia polityczne w 1308 roku.

## Wydarzenia
- Henryk VII Luksemburski został królem Niemiec.
- Karol Robert zaczął panowanie na Węgrzech (do 1342)[1][2].
- Brandenburczycy opanowali Gdańsk, przybyli z pomocą Krzyżacy zajęli miasto, dokonując rzezi mieszkańców[2][3].

## Zmarli
- Albrecht I Habsburg, zamordowany przez własnego bratanka[4].